# Рачинский, Сергей Александрович
Сергей Александрович Рачинский (2 [14] мая 1833, село Татево, Бельский уезд, Смоленская губерния — 2 [15] мая 1902, там же) — российский учёный, педагог, просветитель, профессор Московского университета, ботаник и математик. Член-корреспондент Императорской Санкт-Петербургской академии наук. Надворный советник.

## Предки
Рачинские — дворянский род, герба Наленч, происходящий из Великой Польши и восходящий к XIII веку. Ян Рачинский получил от Владислава IV земли в Бельском уезде. Его дети, Даниил и Ян, поступили в 1656 году в подданство России.
К этому роду, внесённому в VI часть родословной книги Смоленской губернии (Общий гербовник дворянских родов Всероссийской империи, часть VI, стр. 107), принадлежал Сергей Александрович Рачинский.

## Биография
Из дворян. Родился в 1833 году в селе Татево в семье Александра Антоновича Рачинского (27.9.1799 — 1866), капитана Муромского пехотного полка (свойственника декабриста В. К. Кюхельбекера[уточнить]). Мать — Варвара Абрамовна (урождённая Баратынская; 1810-1891).
В 1844 году вместе с семьёй переехал в Дерпт, где получил начальное образование. В 1849 году (в возрасте 15 лет) Рачинский поступил на медицинский факультет Московского университета. Проучившись здесь два года, перевёлся вольнослушателем на естественное отделение физико-математического факультета, который окончил в 1853 году со степенью кандидата.
После окончания университета служил в Архиве Министерства иностранных дел (1854—1856). Осенью 1856 года вышел в отставку, отправился в Европу для подготовки магистерской диссертации по ботанике. Продолжил обучение в известных университетах Германии. Возвратившись из-за границы, защитил диссертацию по теме «О движении высших растений», получил учёную степень магистра и стал руководителем кафедры физиологии растений в Московском университете. В 24 года за крупное сочинение «О некоторых химических превращениях растительных тканей» ему была присуждена учёная степень доктора ботаники.
В 1861 году Рачинский и Я. А. Борзёнков перевели и издали «Физиологию обыденной жизни» Г. Г. Льюиса. В 1864 году в переводе Рачинского впервые появилось на русском языке «Происхождение видов» Чарльза Дарвина.
В университете Рачинского любили и студенты и преподаватели за обширную и бескорыстную общественную деятельность. Он был членом попечительского комитета о бедных студентах, его избирали судьёй университетского суда, он оказывал материальную помощь бедным особо одарённым студентам. Начиная с 1861 года адъюнкты Сергей Александрович и его брат Константин Александрович (1838—1909?) Рачинские «изъявили желание жертвовать ежегодно из своего жалованья каждый по 500 руб. серебром на отправление за границу для усовершенствования в математических и естественных науках молодых людей по назначению физико-математического факультета». На эти средства в 1862 году был командирован за границу будущий известный физик Александр Григорьевич Столетов (1839—1896).
В 1867 году из-за конфликта прогрессивных профессоров с администрацией вышел в отставку, жил без места. В Москве в доме Рачинского на Малой Дмитровке, а потом в одном из переулков близ Остоженки собирались учёные, литераторы, художники. Здесь хозяин дома познакомился с Л. Н. Толстым, П. И. Чайковским, сблизился с братьями Аксаковыми, семьёй В. Ф. Одоевского, историком В. И. Герье и др. Беседы с Л. Н. Толстым вновь направили его внимание к проблемам народного просвещения. С. А. Рачинский стал помогать сестре Варваре Александровне проводить занятия с детьми в крестьянской школе.
В 1872 году вернулся в родовое село Татево. Рачинский — строитель и учитель первой в России сельской школы с общежитием для крестьянских детей. Рачинский обустраивал существующие школы и создавал новые.
Число основанных мною школ дошло до 18, число учащихся в них — до тысячи человек.Из письма Рачинского В. В. Розанову
Вместе с сестрой Ольгой организовал лечебницу, где бесплатно лечились жители окрестных сёл. Всё своё состояние Рачинский потратил на сельские школы.

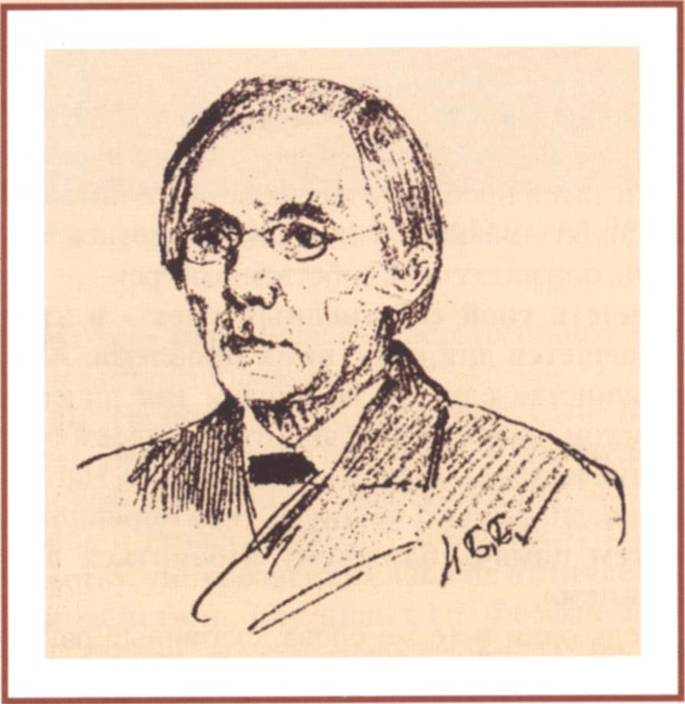
Портрет С. А. Рачинского
работы Н. П. Богданова-Бельского

В первый период учительской деятельности Рачинский вёл поиски в русле идей немецкого педагога Карла Фолькмара Стоя (1815—1885) и Л. Толстого, с которыми вёл переписку. В 1880-х годах он стал главным в России идеологом церковно-приходской школы, начавшей соперничать со земской школой. «Заметки о сельских школах», публикуемые им в «Русском вестнике», «Руси», «Церковных ведомостях» способствовали развитию национальной педагогики. В то время Рачинский пришёл к выводу, что «первая из практических потребностей русского народа… есть общение с Божеством»; «не к театру тянется крестьянин в поисках искусства, а к церкви, не к газете, а к Божественной книге». Рачинский считал, что если человек научится читать по-церковнославянски, ему будут понятны и Данте, и Шекспир, а кто освоит древние церковные «роспевы», тот без труда поймёт Бетховена и Баха.
С. А. Рачинский также успешно практиковал лечение заикания с помощью чтения старо-славянских текстов и церковного пения. Им написана работа «Заикание и церковно-славянское чтение», вошедшая в знаменитую книгу «Сельская школа».
Константин Победоносцев писал о нём императору Александру III в 1883 году:

«Вы изволите припомнить, как несколько лет тому назад я докладывал Вам о Сергее Рачинском, почтенном человеке, который, оставив профессорство в Московском университете, уехал на житьё в своё имение, в самой отдалённой лесной глуши Бельского уезда Смоленской губернии, и живёт там безвыездно вот уже более 14 лет, работая с утра до ночи для пользы народной. Он вдохнул совсем новую жизнь в целое поколение крестьян… Стал поистине благодетелем местности, основав и ведёт, с помощью 4 священников, 5 народных школ, которые представляют теперь образец для всей земли. Это человек замечательный. Всё, что у него есть, и все средства своего имения он отдаёт до копейки на это дело, ограничив свои потребности до последней степени»

Первые сельские школы для крестьянских детей в имениях Боратынских и Рачинских были основаны женскими представительницами этих родов. Сергей Рачинский присоединился к уже существовавшему явлению и поднял его на более высокий уровень.
Все самые задушевные интересы у нас с Вами общие, хотя мы, я уверен, во многом не вполне согласны… Мне дорого видеть, как много серьёзнее, глубже Вы во всей силе душевной отнеслись к тому же самому предмету, к которому я относился так первобытно.Лев Толстой — Рачинскому
Самая первая школа была открыта отцом — Александром Антоновичем, майором в отставке. Во время службы в Петербурге он был дружен с А. А. Дельвигом, общался с поэтами пушкинского круга и будущими декабристами. Александр Антонович положил начало богатейшему татевскому архиву и библиотеке. В 1861 году он построил школу для крестьянских детей, сделав её попечителями старшего сына Владимира и дочь Варвару, которые и стали в ней первыми учителями. В ней позднее начал учительствовать Сергей Александрович. В 1871 году открылось народное училище в селе Сергиевка Вяжлинской волости Кирсановского уезда Тамбовской губернии, учредительницей и попечительницей которого стала двоюродная сестра Сергея Александровича — Софья Сергеевна Чичерина (урождённая Боратынская). К 1891 году в училище насчитывался 91 ученик, среди которых был будущий архиепископ, православный подвижник, миссионер, духовный писатель Вениамин (Федченков), выходец из семьи бывших крепостных крестьян Боратынских.

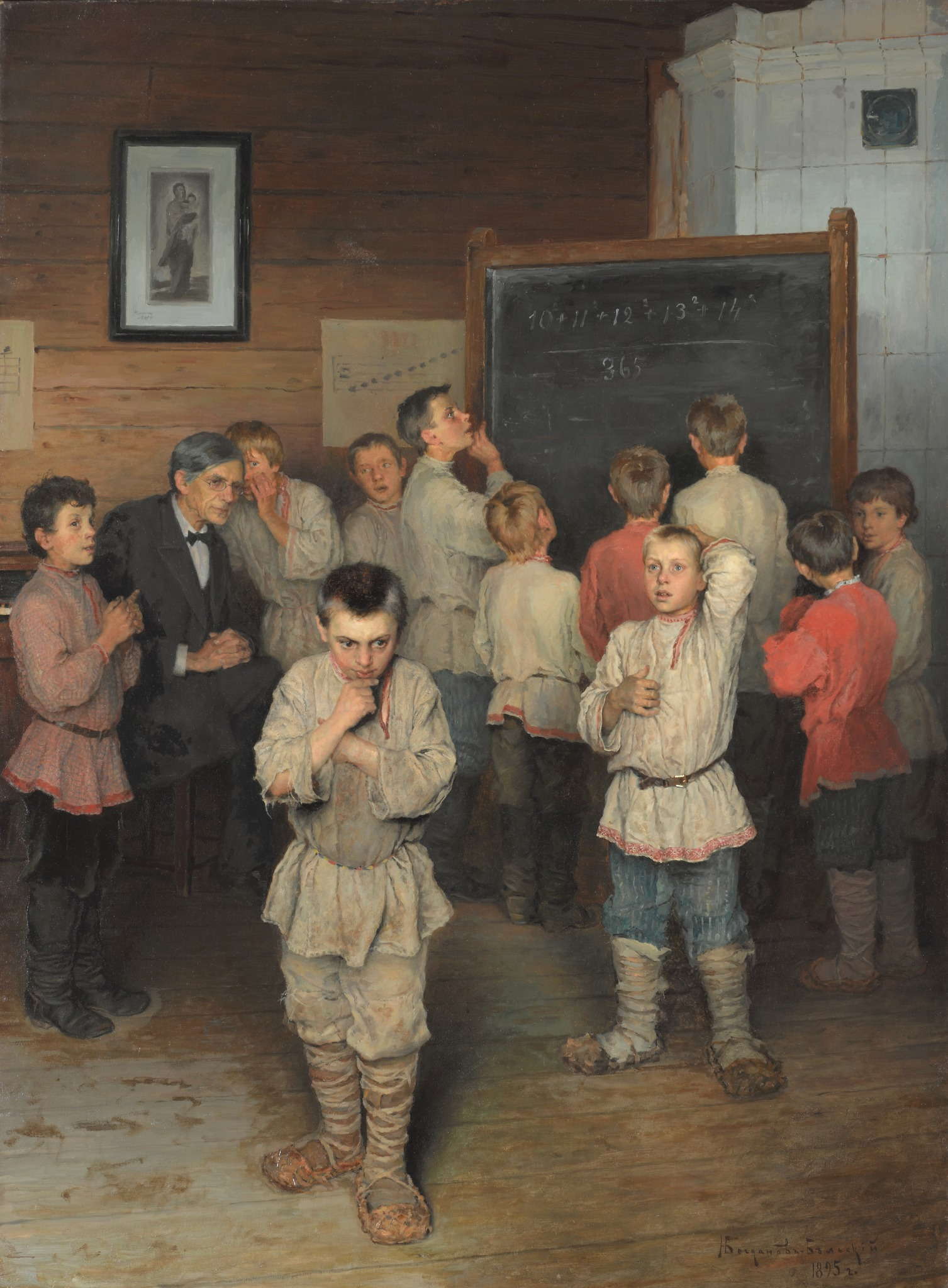
Устный счёт. В народной школе С. А. Рачинского. Николай Богданов-Бельский (1895)

Сергей Александрович Рачинский был человеком разносторонних знаний и интересов, занимался литературным творчеством. Вместе с сестрой Варварой Александровной издал «Татевский сборник»  с ценнейшими материалами: письмами, рисунками, стихами, которые хранились в имении, Е. Баратынского, В. Жуковского, А. Фета, П. Вяземского. Написал талантливые статьи о литературе, живописи, музыке. Сотрудничал с журналом «Сельская школа» и сочинил два сюжета для опер Чайковского, которые остались невоплощёнными.
В школьной художественной мастерской Рачинский сам проводил занятия по живописи, черчению и рисованию. Здесь же давал уроки его родственник, художник Э. А. Дмитриев-Мамонов. Во время посещений Татева со школьным хором занимался С. В. Смоленский, музыкант, известный руководитель Придворной певческой капеллы. Он же вёл отбор лучших певцов из школы для учёбы в хоре Синодального училища.
14 мая 1899 году Николай II писал в Высочайшем рескрипте на имя Сергея Рачинского:

«Школы, вами основанные и руководимые, состоя в числе церковно-приходских, стали питомником в том же духе воспитанных деятелей, училищем труда, трезвости и добрых нравов и живым образцом для всех подобных учреждений. Близкая сердцу Моему забота о народном образовании, коему вы достойно служите, побуждает Меня изъявить вам искреннюю Мою признательность. Пребываю к вам благосклонный Николай»

В 1891 году Академия наук избрала С. А. Рачинского своим член-корреспондентом.
Многие выпускники университетов приезжали в Татево, чтобы поработать под его руководством. Прошли «школу Рачинского» известные педагоги-учёные Н. М. Горбов, В. А. Лебедев, учителя А. Д. Воскресенский, А. Голицын.
С 1878 года школа имела статус церковно-приходской. В 1870—1880-е годах — четырёхгодичная, а в 1898 году — шестилетняя. До 1924 года носила имя своего основателя Сергея Александровича Рачинского, затем его имя, как и заслуги были забыты на десятилетия. После Великой Отечественной войны школа получила статус средней общеобразовательной. В 1998 году школе было возвращено имя С. А. Рачинского. С 1974 года при школе действует краеведческий музей. Благодаря работе местных жителей под руководством директора Татевской школы Л. А. Али-Заде в 2000 году музей получил статус муниципального краеведческого музея имени Н. П. Богданова-Бельского.
Умер Сергей Александрович 15 мая 1902 года, в день своего рождения, на руках Аркадия Аверьяновича Серякова (он изображён на картине Богданова-Бельского «У больного учителя»), одного из учеников и преемников, которому завещал продолжать дело его жизни. Позже А. А. Серяков (1870—1929) стал руководителем Татевской народной школы, его внучка и правнучка также преподавали в Татевской школе.
Похоронен С. А. Рачинский в Татево в семейном склепе.

## Память и история
- В Татево до сих пор существует школа, основанная С. А. Рачинским и теперь носящая его имя. Кирпичное здание школы построено в 1907 году, но уже после смерти учителя.
- По свидетельству Л. Ю. Стрелковой, воспитанницы школы и автора историко-педагогического описания деятельности школы в Татево, в конце 1920-х годов усадьба была разграблена, останки были выброшены из фамильного склепа, на мраморных надгробиях ковали железо, были разорены пруды и садово-парковый ансамбль усадьбы.
- Советские историографы утверждали, что при отступлении в марте 1943 года немцы выломали и вывезли паркет из дворянского дома Рачинских, а сам дом взорвали. Вывезли также могильные плиты из фамильной усыпальницы. Почти полностью был вырублен парк с редчайшими растениями, выращенными здесь С. А. Рачинским.[источник не указан 3501 день]
- В Татево был устроен немецкий военный госпиталь и немецкое военное кладбище (не сохранилось).
- По некоторым данным, в школе Рачинского до монашества работала матушка Екатерина (графиня Евгения Борисовна Ефимовская), первая настоятельница Леснинского Свято-Богородицкого монастыря (женская обитель во Франции). Школа Леснинского монастыря во многом была продолжением дела Рачинского.
- В школе 15 лет учительствовал Филипп Никитич Никитин. Умер в 1907 в возрасте 46 лет. Похоронен в с. Татево.
- Струнный квартет № 1 Чайковского (Квартет № 1, ре мажор), в четырёх частях (сочинён и инструментован в феврале 1871 года в Москве) посвящён С. А. Рачинскому, с которым Чайковский познакомился в Артистическом кружке.

### Архив
- Обширный фонд С. А. Рачинского и его брата В. А. Рачинского хранится в Российском государственном архиве литературы и искусства. Он насчитывает 3680 единиц хранения за 1662—1926 гг. Среди них рукописи, статьи, исследования и записи по вопросам педагогики, ботаники, литературы и искусства, переписки, альбомы с рисунками и др.

## Знаменитые ученики школы Рачинского
- Николай Петрович Богданов-Бельский (1868—1945) — выдающийся русский художник, ученик до весны 1882 года, один из трёх юношей, устроенных в иконописную мастерскую при Троице-Сергиевой лавре.
- Тит Никонов — русский художник, портретист, ученик до весны 1882 года, затем был устроен в иконописную мастерскую при Троице-Сергиевой лавре. Окончил школу художеств. Т. Никонов был из зажиточной крестьянской семьи; художественные способности у него проявились рано. Особенно легко ему давались изображения лиц, фигур людей, но похвалы от учителей ему доставались редко, потому что С. А. Рачинский заметил в нём нетерпение, желание достигнуть быстрого результата без кропотливого труда. Однако благодаря воспитанному в нём трудолюбию Т. Никонов окончил школу художеств и стал портретистом. Известен гипсовый медальон с профилем Рачинского его работы. Василий Ян сообщает, что «Другой — оказался неудачником». Другой источник сообщает, что Т. Никонов после женитьбы не стал продолжать обучение. Сведений о его дальнейшей судьбе нет.
- Иван Петерсон — русский художник, обрусевший латыш, ученик до весны 1882 года, затем был устроен в иконописную мастерскую при Троице-Сергиевой лавре. И. Петерсон стал хорошим иконописцем, писал также и портреты. После её окончания И. Петерсон работал учителем рисования в Ново-Александровской школе Новиковых в Козловском уезде Тамбовской губернии, но умер очень молодым.
- И. Л. Богданов — инфекционист, доктор медицинских наук, член-корреспондент АМН СССР.
- Александр Петрович Васильев (1868—1918) — протоиерей, духовник царской семьи, пастырь-трезвенник, патриот-монархист.
- Николай Михайлович Синёв (1906—1991) — доктор технических наук, профессор, заслуженный деятель науки и техники РСФСР, в 1961—1991 — заместитель председателя государственного комитета СССР по использованию атомной энергии, лауреат Сталинских и Государственных премий (1943, 1951, 1953, 1967).
- Николай Степанович Третьяков (1873—1942) — преподаватель в московской школе, Малаховской гимназии, университете им. А. Л. Шанявского; ставил постановки в детском народном театре; создал музей детского творчества, занимался педагогической работой и детским художественным воспитанием совместно с В. Д. Поленовым, С. А. Рачинским, Н. В. Гиляровской.
- Михайлов Алексей Васильевич (1901-1955), художник, автор знаменитой картины "Балакиревский кружок. Могучая кучка". Участвовал в художественном оформлении Морского Николаевского собора в Кронштадте.

## Основные работы
- 1881 — «Заметки о сельских школах»
- 1882 — «Народное искусство и сельская школа»
- 1888 — «Из записок сельского учителя»
- 1889 — Письма С. А. Рачинского к духовному юношеству о трезвости.
- 1891 — «Сельская школа»
- 1899 — Татевский сборник С. А. Рачинского. С прил. портр. А. С. Хомякова / Общество ревнителей русского исторического просвещения в память императора Александра III, СПб., 1899.
- 1901 — «Древние классические языки в школе» // Московский сборник / Издание К. П. Победоносцева, 5-е, доп. М.: Синодальная типография, 1901. С. 293—298.

Пособия по математике:
- «1001 задача для умственного счёта».
- «Арифметические забавы»
- «Геометрические забавы».

Переводы:
- Ч. Дарвин, «О происхождении видов»

## Галерея

Могила С. А. Рачинского в Татево
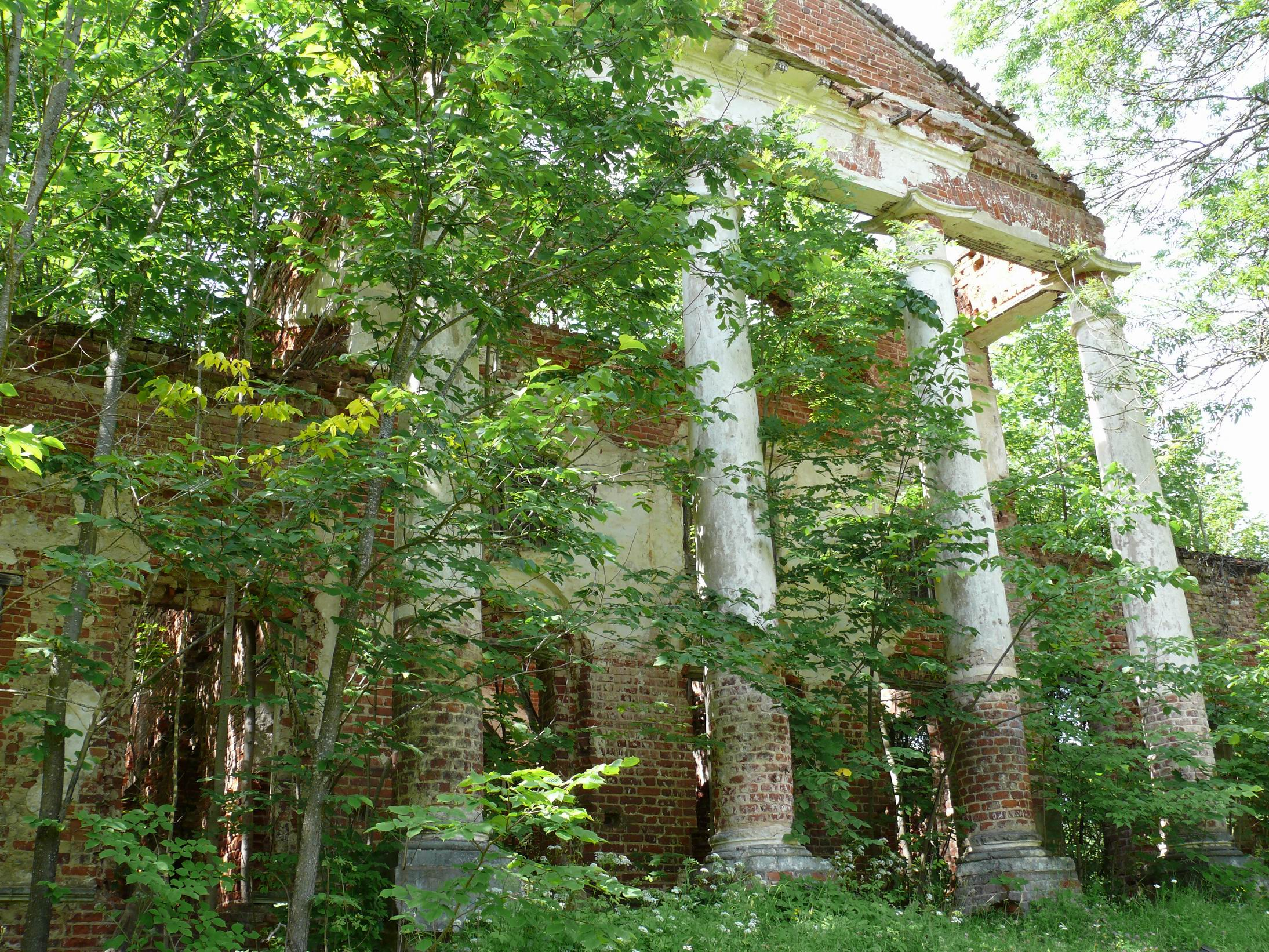
Руины усадьбы Рачинских в Татево
Татевская средняя школа имени С. А. Рачинского
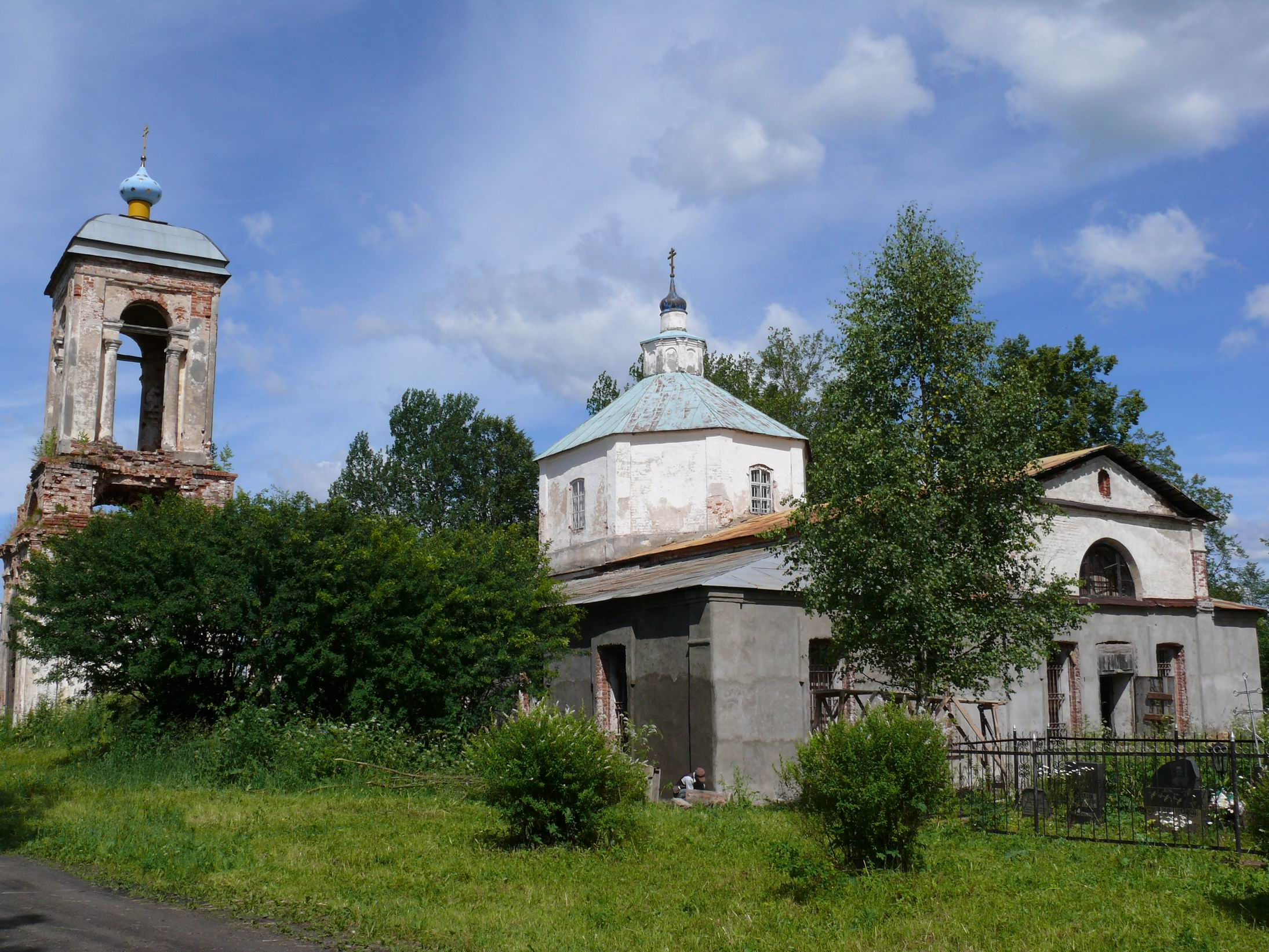
Троицкий храм в селе Татево, в ограде похоронены представители рода Рачинских